# Varel (stacja kolejowa)
Varel (niem: Bahnhof Varel) – stacja kolejowa w Varel, w kraju związkowym Dolna Saksonia, w Niemczech. Znajduje się na linii Oldenburg – Wilhelmshaven. Budynek pochodzący z 1867 w stylu secesyjnym kosztował 512 000 marek.

## Historia
Pruski konsul Bley w 1846 i 1851 po raz pierwszy rozważał włączenie Varel w istniejącą sieć kolejową. 1867 Varel uzyskał połączenie kolejowe z Wilhelmshaven (dawniej Heppens) i Oldenburgiem do sieci kolejowej Großherzoglich Oldenburgische Staatseisenbahnen. W celu dostosowania do przewozów towarów, od 1893 wybudowano bocznicę od stacji Varel oraz linię Varel – Neuenburg mającą znaczenie dla przewozów zarówno towarów i pasażerów. W 1896 roku uzyskano połączenie z portem Varel. 
Pociągi pasażerskie na linii do Neuenburg zaprzestały kursowania w dniu 23 maja 1954. 1 maja 1913 otwarto trasę Varel - Rodenkirchen, ale ruch pasażerski ustał na tej linii 1 lipca 1958. 
W trakcie rozbudowy linii na dwutorową, stacja została całkowicie przebudowana w 2012 roku. Dostęp dla osób niepełnosprawnych na tory 2 i 3 planowany jest poprzez montaż wind do roku 2018.

## Linie kolejowe
- Oldenburg – Wilhelmshaven
- Varel – Neuenburg
- Varel – Rodenkirchen